# (243491) Mühlviertel
(243491) Mühlviertel, désignation internationale (243491) Muhlviertel, est un astéroïde de la ceinture principale.

## Description
(243491) Muhlviertel est un astéroïde de la ceinture principale. Il fut découvert le 20 octobre 2009 à Linz par David Voglsam. Il présente une orbite caractérisée par un demi-grand axe de 2,18 UA, une excentricité de 0,14 et une inclinaison de 6,6° par rapport à l'écliptique.

## Compléments